# Bobbi Jordan
Bobbi Jordan (* 4. April 1937 in Hardinsburg, Kentucky; † 9. November 2012 in Encinitas, Kalifornien; eigentlich Roberta Carol Bartlett) war eine US-amerikanische Schauspielerin.

## Leben
Jordan wurde als Roberta Carol Bartlett in Hardinsburg im US-Bundesstaat Kentucky geboren; dort wuchs sie auch auf. Sie wollte ursprünglich Opernsängerin werden. Sie ging daher zunächst nach Chicago und dann nach Los Angeles, um Gesang zu studieren. Mit verschiedenen Jobs als Kellnerin hielt sie sich in dieser Zeit in Kalifornien finanziell über Wasser. Der Manager eines Nachtclubs, in dem Jordan arbeitete, hörte sie in der Küche singen und gab ihr die Chance zu einem Vorsingen für ein Musical, das in dem Nachtclub aufgeführt werden sollte. Jordan erhielt die Hauptrolle in der Produktion, einer modernen Variante des Aschenputtel-Stoffes. Bald darauf wurde sie von der William Morris Agency, einer renommierten US-amerikanischen Künstleragentur, unter Vertrag genommen.
Jordan war im Verlauf ihrer Karriere immer wieder als Bühnenschauspielerin und Musicaldarstellerin tätig. Sie übernahm die Hauptrolle in der ersten landesweiten Tournee-Produktion des Musicals Company von Stephen Sondheim. Außerdem spielte sie meist in regionalen Produktionen von Musicals, unter anderem in South Pacific, Guys and Dolls und Damn Yankees.
Ab den 1960er Jahren arbeitete Jordan hauptsächlich für das Fernsehen. Ihre erste durchgehende Serienhauptrolle hatte sie 1966 in der ABC-Westernserie Diese Pechvögel. Besondere Bekanntheit erlangte sie Mitte der 1970er Jahre durch ihre Mitwirkung in der Seifenoper General Hospital. Sie verkörperte die Nachtclubbesitzerin und frühere Nachtclubsängerin Terri Webber Arnett. Drei Jahre gehörte Jordan zur Stammbesetzung der Serie.
Sie hatte außerdem zahlreiche Episodenrollen und Gastrollen in US-amerikanischen Fernsehserien, unter anderem in Solo für O.N.K.E.L. (1967), Der Chef (1969), Männerwirtschaft (1973), Police Story (1974), Joe and Sons (1975/1976), Drei Engel für Charlie (1979), Quincy (1979; 1981), Nero Wolfe (1981), Ein Engel auf Erden (1987) und Zeit der Sehnsucht (1993).
Jordan spielte auch in einigen Kinofilmen mit; dort hatte sie meist kleine Nebenrollen. Ihr Kino-Debüt gab sie 1967 als Kellnerin in der Filmkomödie Leitfaden für Seitensprünge, mit Walter Matthau in der Hauptrolle. In dem Filmmusical Mame (1974), mit Lucille Ball und Beatrice Arthur in den Hauptrollen, spielte sie Pegeen, ein Stubenmädchen bei Mame Dennis, dem es schließlich gelingt, Mames Neffen Patrick (gespielt von Bruce Davison) zu heiraten.

## Privates
Jordan war mit dem Drehbuchautor Bill Jacobson, dem Chefautor der Unterhaltungssendung The Kate Smith Show verheiratet. Aus der Ehe ging ein Sohn, Jordan Roberts, hervor. Bill Jacobson starb 2011. Bobbi Jordan starb im Alter von 75 Jahren in ihrem Haus in Encinitas, Kalifornien an Herzversagen.

## Filmografie (Auswahl)
- 1966: Diese Pechvögel (The Rounders) (Fernsehserie)
- 1967: Solo für O.N.K.E.L. (The Man from U.N.C.L.E.) (Fernsehserie, 1 Folge)
- 1967: Leitfaden für Seitensprünge (A Guide for the Married Man)
- 1969: Der Chef (Ironside) (Fernsehserie, 1 Folge)
- 1973: Männerwirtschaft (The Old Couple) (Fernsehserie, 1 Folge)
- 1974: Police Story (Fernsehserie, 1 Folge)
- 1974: Mame (Mame)
- 1975–1976: Joe and Sons (Fernsehserie)
- 1975–1977: General Hospital (Seifenoper)
- 1978: Drei Engel für Charlie (Charlie's Angels) (Fernsehserie, 1 Folge)
- 1979; 1981: Quincy (Quincy M.E.) (Fernsehserie, 2 Folgen)
- 1981: Nero Wolfe (Fernsehserie, 1 Folge)
- 1987: Ein Engel auf Erden (Highway to Heaven)
- 1993: Zeit der Sehnsucht (Days of Our Lives) (Seifenoper, 2 Folgen)